# 5827 Летунов
5827 Летунов (5827 Letunov) — астероїд головного поясу, відкритий 15 листопада 1990 року.
Тіссеранів параметр щодо Юпітера — 3,664.